# Fran Gámez
Francisco Gámez López (Puerto de Sagunto, 27 de julio de 1991) es un futbolista español que juega como defensa en el Albacete Balompié de la Segunda División de España.

## Trayectoria
Formado en el C. D. Acero, club de su ciudad natal, en 2013 firmó por el Atlético Saguntino, con el que años más tarde logró ascender a Segunda División B y se convirtió en titular indiscutible del conjunto valenciano.
En enero de 2018 abandonó el Atlético Saguntino tras el acuerdo alcanzado por el club valenciano y el R. C. D. Mallorca por un traspaso de 30 000 euros. Se vinculó a la entidad balear hasta junio de 2020 con el que logró el ascenso a Segunda División al final de la temporada 2017-18, convirtiéndose en campeón de Segunda B. A la temporada siguiente logró el ascenso a Primera División.
El 15 de julio de 2021 se marchó del conjunto balear después que este llegara a un acuerdo para su marcha al Real Zaragoza, equipo con el que firmó por dos temporadas. Estuvo tres años en los que jugó 105 partidos.
El 27 de junio de 2024 se comprometió por dos temporadas con el C. D. Eldense. En la primera de ellas participó en 36 encuentros y tras la misma se marchó al Albacete Balompié.

## Clubes
| Club               | País   | Año       |
| ------------------ | ------ | --------- |
| C. D. Acero        | España | 2010-2013 |
| Atlético Saguntino | España | 2013-2018 |
| R. C. D. Mallorca  | España | 2018-2021 |
| Real Zaragoza      | España | 2021-2024 |
| C. D. Eldense      | España | 2024-2025 |
| Albacete Balompié  | España | 2025-act. |